# Martyazo

Flagge von Martyazo

Die Republik Martyazo (französisch République de Martyazo) war ein kurzlebiger Staat, den Hutu-Rebellen in Burundi am 1. Mai 1972 proklamierten. Der Staat befand sich in dem gebirgigen Gebiet von Vuzigo, zwischen Makamba und dem Nyanzasee, und wurde in dem Versuch gegründet, nach einer Gewaltwelle gegen die Tutsi- und Teile der Hutu-Bevölkerung, die sich weigerten, sich den Rebellen anzuschließen, eine politische Basis zu bilden. Bereits am 9. Mai 1972 besetzten Tutsi-dominierte Regierungstruppen die Region und beendeten die Sezession.
Aufgrund ihres nur kurzzeitigen Bestehens entwickelte die Republik keine formalen Regierungsstrukturen. Präsident von Martyazo war angeblich Antoine Serukwavu.